# Aeroclub San Pedro
El Aerclub San Pedro es un aeropuerto ubicado 3.7 km al sudoeste de la ciudad de San Pedro, Provincia de Buenos Aires, Argentina.